# 更昔洛韦
更昔洛韦（INN：ganciclovir，GCV）又称丙氧鸟苷，是一种抗病毒药物，常用于治疗巨细胞病毒感染。
更昔洛韦由Syntex Research的Julien Verheyden和John Martin于1980年合成。他的前药缬更昔洛韦（valganciclovir），具有更好的口服生物利用度，也已经成功上市。

## 作用机制
更昔洛韦是2'脱氧鸟苷酸类似物。在体内首先被磷酸化为三磷酸活化物，竞争性抑制DNA聚合酶，使病毒DNA延伸终止。

## 临床应用
- 预防可能发生于有巨细胞病毒感染风险的器官移植受者的巨细胞病毒病
- 治疗免疫功能缺陷患者（包括艾滋病患者）发生的巨细胞病毒性视网膜炎

## 副作用
更昔洛韦常伴随有血液血毒副作用，包括粒细胞减少、嗜中性白血球减少、贫血、血小板减少、发热、恶心、呕吐、消化不良、腹泻、腹痛、胃肠气胀、厌食、肝酶升高、头痛、眩晕、幻觉、血肌酸和尿素含量升高等等。

## 延伸閱讀
- Noble S, Faulds D. Ganciclovir. An update of its use in the prevention of cytomegalovirus infection and disease in transplant recipients. Drugs. 1998;56(1):115-46
- Spector SA. Oral ganciclovir. Adv Exp Med Biol. 1999;458:121-7
- Couchoud C. Cytomegalovirus prophylaxis with antiviral agents for solid organ transplantation. Cochrane Database Syst Rev. 2000;(2):CD001320.